# Gitega
Gitega (früher Kitega) ist die Hauptstadt und zweitgrößte Stadt des ostafrikanischen Staates Burundi und Hauptstadt der Provinz Gitega, einer der siebzehn Provinzen des Landes. Gitega war die Hauptstadt (Königsstadt) des einstigen Königreiches Burundi, des Vorgängers der heutigen Republik Burundi, und löste Bujumbura am 16. Januar 2019 durch Parlamentsentscheid als Hauptstadt des Landes ab. Während der deutschen Kolonialzeit war die Stadt ab 1913 Sitz der Residentur Urundi.
Gitega hatte bei der Volkszählung 2008 eine Bevölkerung von 41.944 Einwohnern, die auf knapp 530.000 bis 2024 anstieg. Die Stadt liegt etwa 60 km östlich der größten Stadt Bujumbura in einer Höhe von 1725 m am Fluss Luvironza, einem der Quellflüsse des Nils. Bis zum Ausbruch der ethnischen Konflikte im Jahr 1972 war Gitega Residenzstadt der Könige der Batusi (Tutsi).
Gitega liegt im Zentrum Burundis, ist ein wichtiges Handelszentrum und ein bedeutender Straßenknotenpunkt.
In Gitega befindet sich das Burundi National Museum.
Gitega ist außerdem Sitz eines katholischen Erzbistums, welches eine Partnerschaft mit dem deutschen Bistum Eichstätt unterhält.
Im Dezember 2018 beschloss die burundische Regierung, die politische Hauptstadt des Landes von Bujumbura nach Gitega zu verlegen.

## Söhne und Töchter der Stadt
- Louis Rwagasore (1932–1961), Ganwa-Prinz und Politiker
- Ntare V. Ndizeye (1947–1972), letzter König von Burundi (von Juli bis November 1966)
- Guy Orly Iradukunda (* 1996), Tennisspieler